# European Association for Theoretical Computer Science
European Association for Theoretical Computer Science (EATCS) – międzynarodowa organizacja założona w roku 1972, której celem jest ułatwienie wymiany informacji między informatykami oraz rozwój współpracy w tej dziedzinie.
Główne działania EATCS to:
- organizacja ICALP(inne języki) – międzynarodowego kolokwium poświęcone automatom, językom i programowaniu;
- publikowanie monografii i artykułów poświęconych informatyce teoretycznej;
- publikowanie czasopisma Theoretical Computer Science(inne języki).

Od roku 2000 EATCS przyznaje nagrody wybijającym się informatykom-teoretykom. Lista nagrodzonych:
| Rok  | Osoba              | Miejsce           |
| ---- | ------------------ | ----------------- |
| 2008 | Leslie G. Valiant  | ICALP (Reykjavík) |
| 2007 | Dana Scott         | ICALP (Wrocław)   |
| 2006 | Mike Paterson      | ICALP (Wenecja)   |
| 2005 | Robin Milner       | ICALP (Lizbona)   |
| 2004 | Arto Salomaa       | ICALP (Turku)     |
| 2003 | Grzegorz Rozenberg | ICALP (Eindhoven) |
| 2002 | Maurice Nivat      | ICALP (Malaga)    |
| 2001 | Corrado Böhm       | ICALP (Kreta)     |
| 2000 | Richard Karp       | ICALP (Genewa)    |